# 戸波親武
戸波 親武（へわ ちかたけ）は、戦国時代末期から安土桃山時代にかけての武将。長宗我部氏の家臣。戸波城、十河城を居城としていた。

## 生涯
父は長宗我部国親の弟である長宗我部国康である。
はじめは長宗右兵衛と名乗った｡
永禄12年（1569年）、長宗我部元親は土佐一条氏の高岡郡蓮池城を攻略したが､逃れて戸波城に籠った一条氏の将兵をさらに追って、元亀元年に戸波城をも落城させた。親武は元親から戸波城の城主に任ぜられ、以降戸波姓を名乗った。
長宗我部軍の四国制圧の過程で武功を挙げ、天正12年（1584年）に讃岐国十河城の城主となった。羽柴秀吉による四国討伐の際には、讃岐国の植田城で防衛の任にあたった｡
天正17年（1589年）の検地以前に死去し､後を子の親清がついだ。